# Владимир Митов
Владимир Митов е български журналист.

## Биография
Владимир Митов е роден през 1881 г. в София в бедно семейство. Едва шестгодишен остава кръгъл сирак и десетгодишен започва да продава вестници. Въпреки че е без образование, бързо се издига в гилдията и до края на 19 век става експедитор и настоятел на вестниците „Народен приятел“, „Отзив“, „Поща“, „Новини“. По-късно е съсобственик, основен акционер и административен директор на предприятието, което издава най-тиражните вестници в страната.
През 1901 г. Владимир Митов става съдружник с Атанас Петров. Постепенно двамата завоюват позиции на водещи разпространители на столичната преса и изграждат мрежа от посредници по места. Най-често това са книжарите. Те се наричат „настоятели“ и тяхната комисионна е твърдо между 40 и 50 процента от цената на вестника. Срещу част от тази своя печалба настоятелите наемат продавачи на изданията, но често страдат от нередовното отчитане на продавачите на вестници. Те създават дружеството „Куриер“ и постепенно обхващат цялото разпространение на печата. Чрез продажба на вестници и собствен издателски бизнес двамата се нареждат между най-богатите хора в страната.